# Emili Gisbert
Emili Gisbert Jordà (Valencia, 1954-4 de julio de 2011) fue un periodista español, destacado como reportero internacional y periodista de investigación que trabajó en los más prestigiosos medios de comunicación de la Comunidad Valenciana.
Nieto de Manuel Gisbert, alcalde republicano de Valencia, y hermano de la fiscal jefe de Valencia, Teresa Gisbert, se vio inclinado a la actividad política en su juventud dentro de los movimientos antifranquistas, llegando a ser miembro del Partido Comunista de España (PCE) y sufriendo cárcel por ello. Inició su carrera como periodista en la revista Ciutat, para pasar después a Radio Cadena de Castellón, siendo uno de los fundadores del primer equipo de informativos de la radio pública autonómica, Radio 9. En la década de 1980 fue presidente de la Unión de Periodistas del País Valenciano, al tiempo que desarrollaba su labor en los diarios Levante, El País, Diario 16, Mediterráneo de Castellón y El Mundo, además de en los informativos de Canal 9. Junto con Francesc Bayarri y Joan de Bustos, creó un  equipo de trabajo de grandes reportajes que aparecieron en varios medios, en especial en El Temps. Fue reportero internacional en destacados momentos de la actualidad informativa como el golpe de Estado en la Unión Soviética en 1991, o en Chiapas, donde entrevistó al subcomandante Marcos.